# Лісне Ардашево
Лісне́ Арда́шево (рос. Лесное Ардашево, ерз. Ордаж) — село у складі Темниковського району Мордовії, Росія. Входить до складу Бабеєвського сільського поселення.
Населення — 144 особи (2010; 150 у 2002).
Національний склад (станом на 2002 рік):
- мокшани — 93 %